# 中国崩壊論
中国崩壊論（ちゅうごくほうかいろん）は、バブル経済、公害、民主化などによって、中華人民共和国が崩壊するという論である。

## 概要
水質などの環境汚染（公害）、人口爆発あるいは少子化、民主化への不満からくる内紛などから中国は自滅をして崩壊するという論である。
日本において特に2000年代から多数出版されているが、同じ筆者による内容の焼き直しも多く、またタイトルに「崩壊」とあっても悲観的な材料をあつめて最後に「崩壊するおそれがないとはいえない」といった本も多い。
高田勝巳によれば、1984年ごろからすでに語られており中国の人口で経済発展は爆発的だが、一党独裁の政治的な不安定さから崩壊のリスクも見据えなければならない、といった論調であったという。

## 中国崩壊論の崩壊
中国や中国共産党政府に対しては、中国崩壊論が書籍によって大々的に語られてきた。黄文雄の書籍を例にとると、「大予言 中国崩壊のシナリオ」という本を1989年に出版している。
2017年にジャーナリストの高口康太が出版社に対して行った取材によると、中国崩壊本の主要読者層は60代前後であり、著名作家の本であれば1万部を超える売上が見込めていた。しかしながら、野嶋剛によって同年、中国崩壊論が主張する主だった予測が外れていることが指摘されている。また、これには日本に大きなコストを払うことなく中国の存在感が縮小してほしいという願望に基づく側面が多く、崩壊後に日本が取るべき対応について議論した本はほとんどない。
複数の「崩壊本」を執筆してきた評論家の石平は、「崩壊するなどとは言っていない」「持続不可能と指摘しているだけ」と主張している。また、中国崩壊というタイトルをつけた自著についても、出版社側が勝手にそのような名称にしただけだと弁明している。
こうした「崩壊本」が出版され続ける背景として、中国人に対する優越感にもかかわらず、現実の中国の台頭を認めたくないという日本人の願望が指摘されている。
また、中国崩壊本は一定の需要があることから、出版業界では「中国崩壊マーケット」とも言えるものが形成されており、中国研究者の富坂聰も複数の出版社から『中国が今すぐ崩壊するという本を書いてくれ』と頼まれたことがあったという。
野嶋剛、川島博之も「“中国崩壊”は日本人の願望に過ぎず、あり得ない」と分析している。
また、野嶋剛は中国崩壊論は特に日本のみに多く見られるもので、米国や台湾では中国脅威論はあっても中国崩壊論はあまり見られないと述べている。

## 海外での中国崩壊論
米国、台湾、オーストラリア、インドなどでも中国に批判的な書籍は多数存在するが、特に日本の書籍の特徴として中国脅威論だけでなく、中国崩壊論が多いことがあげられる。
しかしながら、日本以外にも下記のような中国崩壊論の書籍が存在する。

### 米国
海外での中国崩壊論は、2001年に発売されたゴードン・チャンの「やがて中国の崩壊がはじまる」などか有名である。

### 台湾
2018年には王世榕によって「2031中國崩潰」という本が発売されている。王世榕は本書の中で、「第22回全国代表大会」を控えた2031年には、独裁的・権威主義的な帝国支配の大一統という概念の下、中国は権力の乱用と内部闘争に巻き込まれる運命にあり、指導者が交代すると中国は再び破壊的な混乱に陥る可能性があると予測している。 また、遅くとも2031年には、中国は大きな社会的・制度的崩壊に直面すると予測した。

### その他
劉仲敬は、中国はやがて崩壊し無秩序な状態に陥るとしてそれを「大洪水」とよんでいる。

## 中国脅威論との関係
アメリカ合衆国でも同様の傾向が見られ、中国が経済的に成長してきた2001年の段階で、アメリカ国内でも中国崩壊本が出版されるようになった。アメリカ国防総省顧問のマイケル・ピルズベリーは、中国は環境汚染などにより体制崩壊するという情報を意図的に流し、「偽情報は中国の得意分野で、共産党の統一戦線工作部が担っている。中国は不安定になるどころか強くなっている。崩壊すると我々が考えている間に、急成長したのだ」と述べた。
偽情報で油断させることが中国政府の策略であった可能性も指摘されている。韜光養晦の爪を隠す戦略は事実上リーマンショック後に放棄したことが指摘されている。
中国脅威論の書籍としてはオーストラリアではサイレント・インベージョン、カナダではパンダの爪が有名である。
台湾では中国大陸で禁書とされる香港・台湾の書物など中国民主活動家や中国の内政面を書いた書籍が多く、米国では中国の軍事的な脅威などを分析した書籍が多い。インドでもカンティ・バジパイの「India Versus China : Why they are Not Friends」など中国脅威論の本は存在する。一方、日本では韓国崩壊論を唱える本（西村幸祐、三橋貴明など）と共に、中国崩壊本が多いという特異性がある。